# Kalendarz księżycowy
Kalendarz księżycowy (lunarny) – kalendarz oparty na fazach Księżyca. Liczy okresy powtarzania się takich samych faz Księżyca (tzw. miesięcy synodycznych), najczęściej od jednego nowiu do kolejnego. Ze względu na to, że średnia długość miesiąca synodycznego wynosi 29,53 dni, kalendarze te mają zazwyczaj miesiące liczące po 29 i 30 dni. Faktyczna długość miesiąca synodycznego waha się w granicach od 29,268 do 29,838 dni. 
Znany był już ludom starożytnym. Konsekwencją stosowania tego kalendarza była pogłębiającą się różnica między czasem mierzonym ruchem Księżyca a czasem mierzonym ruchem Słońca. W celu zniwelowania różnicy wprowadza się dodatkowy miesiąc.
Dzięki odkryciu greckiego astronoma Metona (V w. p.n.e.), który stwierdził, że co 19 lat cykl księżyca się powtarza (cykl Metona), można było rozpocząć prace nad unowocześnieniem kalendarza.
Przykładowymi kalendarzami księżycowymi są: babiloński, rzymski, muzułmański (mahometański) i żydowski. Kalendarz muzułmański jest najbardziej rozpowszechnionym kalendarzem księżycowym używanym do dzisiaj.